# Nagybörzsöny
Nagybörzsöny (deutsch Deutschpilsen) ist eine ungarische Gemeinde im Kreis Szob im Komitat Pest.

## Geografische Lage
Nagybörzsöny liegt 13,5 Kilometer nordwestlich der Kreisstadt Szob, ungefähr drei Kilometer östlich der Grenze zur Slowakei an dem Fluss Börzsönyi-patak. Nachbargemeinden sind Ipolytölgyes und Vámosmikola.

## Mundart
Im Ort wird noch ein deutscher Dialekt gesprochen.

## Geschichte
Die Geschichte des Ortes ist mit eng mit mittelalterlichem Bergbau verbunden, der hier wie anderswo in Mittelosteuropa von deutschen Bergleuten betrieben wurde. Der gilt als südlichster Ort des Hauerlands, dessen Name sich auf Kultivation durch Rodung bezieht. In der Umgebung um Deutschpilsen wurde Blei, Gold, Silber, Schwefel und Eisenerz abgebaut. Eine Urkunde von 1416 aus der Kanzlei König Sigismunds belegt erneute Anwerbung deutschsprachiger Bergleute unter sächsischem Recht. Als einziges Dorf in Ungarn galten die Deutschen daher hier als Sachsen, nicht als Schwaben. Die Einwanderer stammten wohl zu einem wesentlichen Teil aus Tirol, der Steiermark und dem Erzgebirge. Daher weist der lokale deutsche Dialekt Merkmale des Südbairischen, Donaubairischen und Ostmitteldeutschen auf. Zu einem bedeutenden Wirtschaftsfaktor wurde auch der Weinbau.